# Texas Monthly

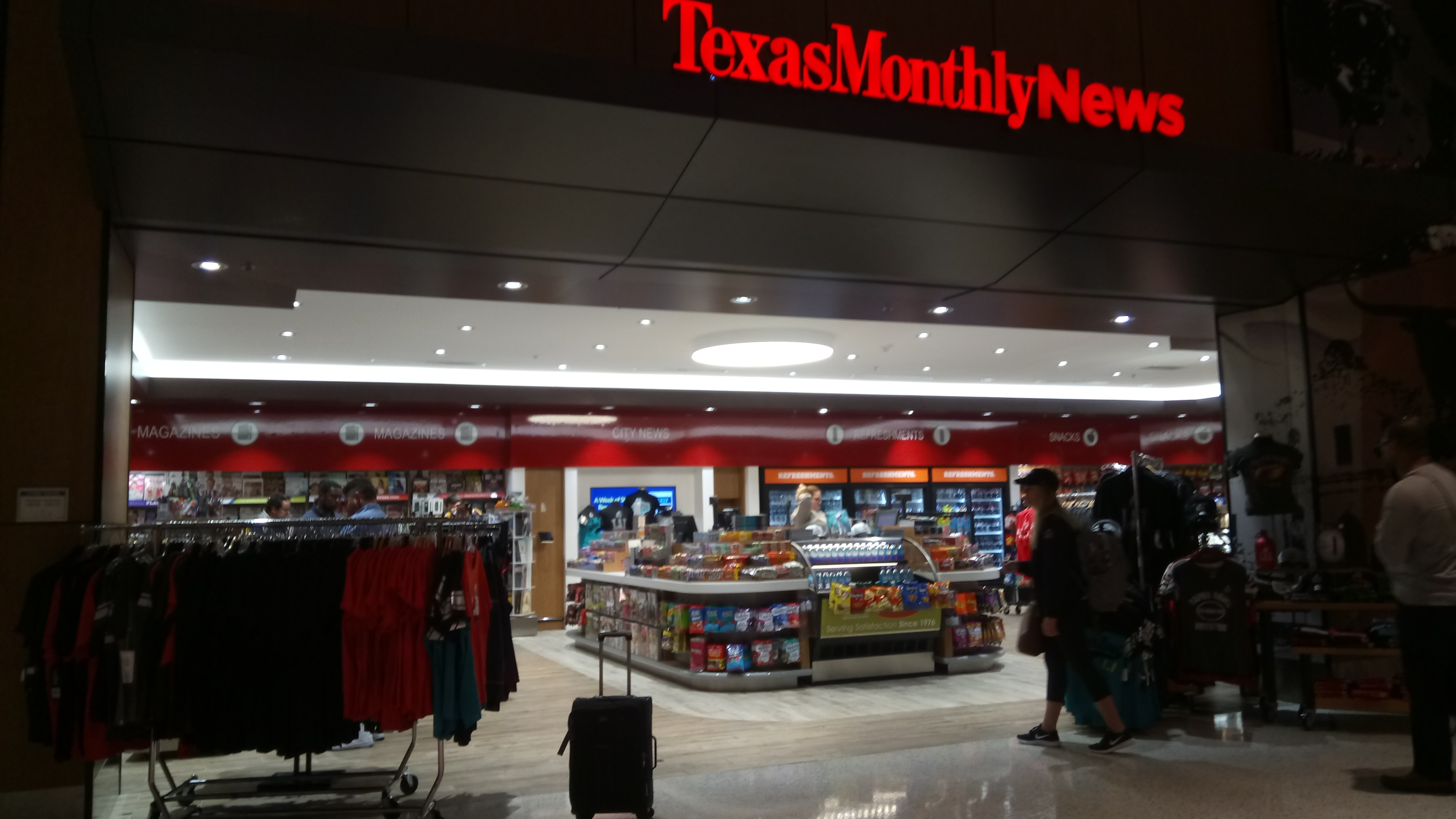
Texas monthly

Texas Monthly é uma revista mensal sediada na cidade de Austin, no Texas, Estados Unidos. Foi fundada em 1973 por Michael R. Levy e é publicada pela Emmis Publishing, L.P. desde 1998, e hoje pertence à Emmis Publishing, L.P. A revista versa sobre assuntos ligados à vida no Texas contemporâneo, com redações sobre a política, o meio ambiente, a indústria e sobre a educação, além de abordar temas de entretenimento, como música, arte, gastronomia e viagens. É integrante da Associação de Revistas Municipais e Regionais (CRMA, na sigla em inglês).